# Toyopán
Toyopán (nahuatl: teo-ti, dios, y pan, lugar), fue el nombre de un antiguo cacicazgo indígena de Costa Rica, que en el siglo XVI, a la llegada de los españoles, estaba gobernado por el rey huetar Yorustí. Los territorios del antiguo cacicazgo de Toyopán abarcaban los actuales cantones de Vázquez de Coronado y Tibás, en la provincia de San José, y San Isidro y Santo Domingo, en la provincia de Heredia. El asentamiento principal de Toyopán, la ciudad de Apaikan, se encontraba en el actual distrito de San Rafael de Coronado.
El cacicazgo de Toyopán formó parte del Reino Huetar de Occidente, gobernado por el rey Garabito. A pesar de esto, según las crónicas españolas, Yorustí mantenía buenas relaciones con los caciques Accerrí y Curriravá, que servían al Señorío del Guarco, pues en más de una ocasión prestó ayuda en especial al cacique Accerrí. Toyopán fue visitado en 1562 por el adelantado Juan Vázquez de Coronado, quien tras hacer rápidamente amistad con el cacique Yorustí, sumó este territorio a la Corona Española, incluyéndolo con el nombre de «Toyocpa» en una lista de nueve cacicazgos que servían a la ciudad de Garcimuñoz, capital de la novel Gobernación de Nuevo Cartago y Costa Rica, a propósito de una expedición a la zona de Quepos:

«...oy están en esta poblaçon ochenta yndios de nueve pueblos (...). Los pueblos que sirven se llaman Pacaca, Taribí, Accerrí, Puriricí, Corcoc y Coc, Oroccí, el Abra, Toyocpa.»

El hallazgo de numerosas piezas arqueológicas de cerámica y piedra en esta región hace suponer que estuvo densamente poblada.
De los habitantes de Toyopán, Vázquez de Coronado escribió:

«Los naturales son vivos de ingenio, belicosos, mayores de cuerpo que otros. Bien hechos. Imitan en la sutileza de las contrataciones a los mexicanos; tienen la ropa de algodón por extremo buena, gran cantidad de oro de todos los quilates...»

«Finalmente, vuestra majestad tiene aquí uno de los mejores rincones de su reino.»

En 1568, tras la sublevación de varios pueblos indígenas, el entonces gobernador Perafán de Ribera decidió atacar varios pueblos para obtener maíz, que escaseaba entre las colonias del Valle Central. Entre estos pueblos estuvieron Turrialba, Atirro, Corrosi, Cucurrique, Curriravá, Barva, Ujarrás y Toyopán.
De la región del antiguo Toyopán se han recuperado varios metates ceremoniales trípodes con panel colgante. Estos son monolitos de andesita que se consideran invaluables piezas arqueológicas y expresiones artísticas únicas del arte precolombino costarricense. Estos metates han pasado a conocerse como los «Altares de Toyopán», también llamados «Ompa-Ontlaneci-Tetl» (nahuatl, «piedras transparentes»). Se caracterizan por representar el mito antropogénico, con una figura central que se ha identificado como el concepto huetar de la deidad de la lluvia, además de jaguares con boca de lagarto, serpientes, un lagarto de dos cabezas y un mono. Estos altares fueron enterrados por los sukías de Toyopán años después de la conquista, para evitar su destrucción por parte de los catequizadores españoles.